# Atlantida

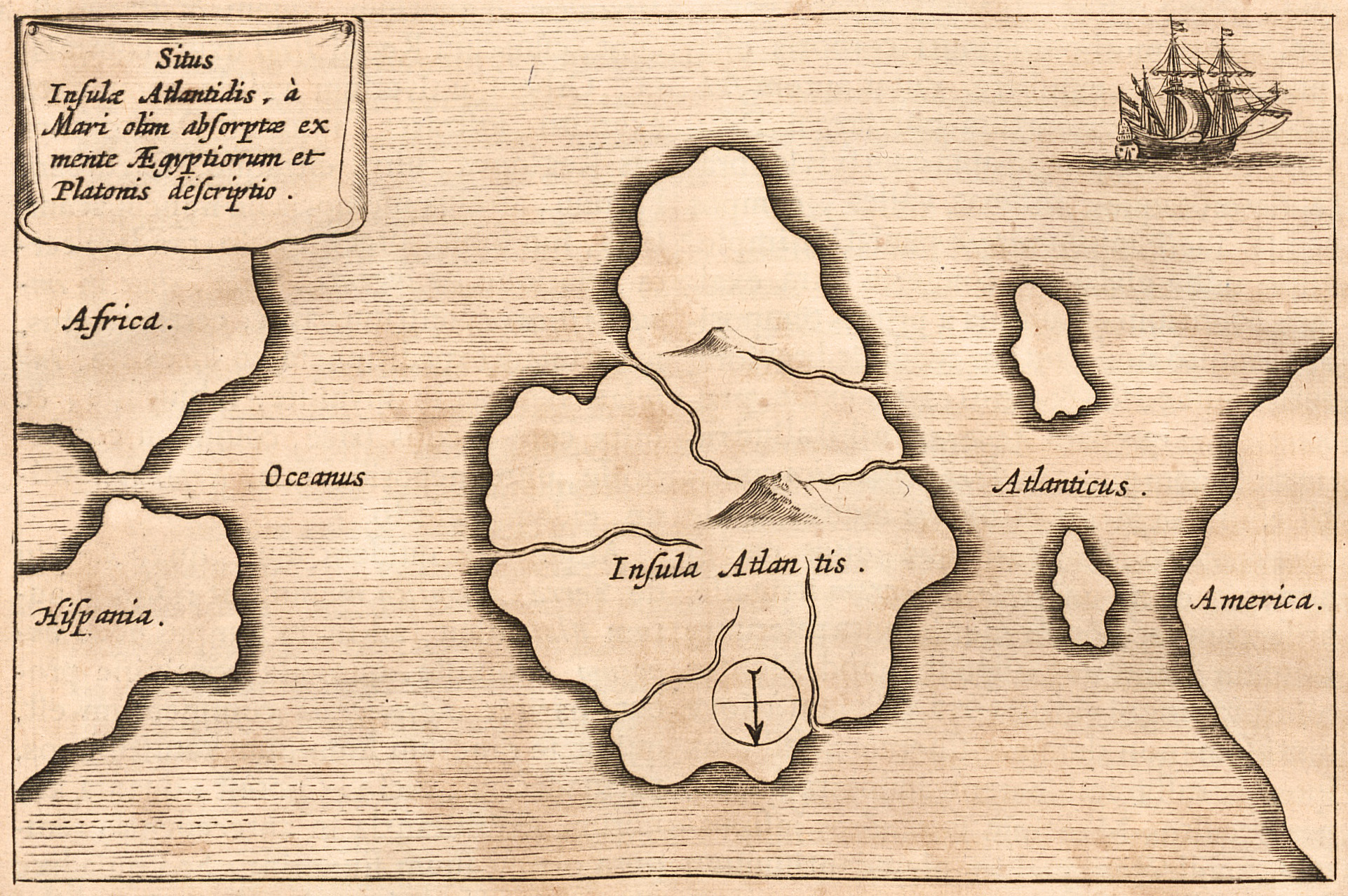
Hartă a lui Athanasius Kircher, cu Atlantida în mijlocul Oceanului Atlantic. Din Mundus Subterraneus, Amsterdam, 1669. Harta e cu sudul în sus.

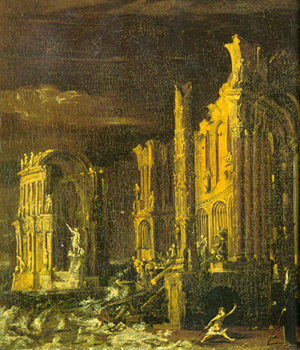
Căderea Atlantidei (operă de Monsù Desiderio datând de la începutul secolului al XVII-lea)

Atlantida (în greacă, Ἀτλαντὶς νῆσος, „insula lui Atlas”) este numele unei insule legendare menționate pentru prima oară în două dialoguri ale lui Platon, Timaios și Critias. Atlantida a coexistat o perioadă de milioane de ani, cu Lemuria/Mu, un alt continent care se întindea pe actuala zonă a oceanului Pacific și a Oceanului Indian, și pe o parte a Africii și Europei de astăzi.
În relatarea lui Platon, Atlantida cunoscută și sub numele de insula Poseidonis, era o putere navală, cu baza pe o insulă sau continent aflată dincolo de coloanele lui Hercule (i.e. strâmtoarea Gibraltar), care a cucerit regiuni întinse din Africa și Europa de Vest. Atlantida a fost locuită de oameni din toate cele patru rase omenești, albă, roșie, galbenă și neagră. După o încercare eșuată de invadare a Atenei, Atlantida s-a scufundat în ocean. Acest eveniment s-ar fi petrecut cu aproximativ 9.500 de ani înainte de perioada lui Platon.
Atlantida din dialogurile lui Platon este de obicei considerată un mit creat de acesta pentru a-și pune în evidență teoriile sale politice. S-a avansat mult ipoteza că sursele de inspirație se află în momente din istorie, ca erupția de pe Thera sau războiul troian, ori din evenimente contemporane lui, ca distrugerea așezării Helike în 373 î.Hr. sau invazia eșuată a Siciliei de către atenieni din 415 - 413 î.Hr.
Posibila existență a unei Atlantide reale a fost intens dezbătută încă din antichitate, dar a fost de obicei respinsă. Puțin cunoscută în Evul Mediu, legenda a fost redescoperită de umaniști în perioada modernă. În prezent, Atlantida se regăsește în cultura populară, de la opere științifico-fantastice la filme și jocuri video, iar studiul existenței sale face obiectul unei noi științe, numită atlantologie.
O altă ipoteză referitoare la Atlantida ar fi ca aceasta este una și aceeași cu continentul american, iar legenda scufundării în ocean se datorează faptului ca după o perioada de câteva decenii în care comunicarea a fost tăiată din considerente politice, navigatorii greci ai vremii au uitat drumul spre „noul continent” care părea acum „înghițit de necunoscutul oceanului”.

## Relatarea lui Platon

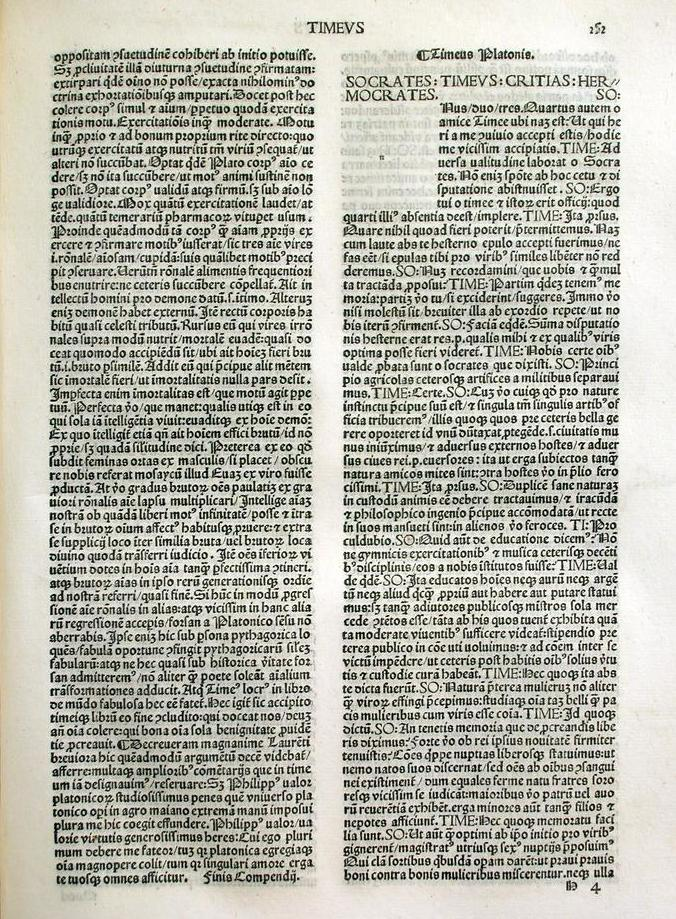
Filă din dialogul Timaios de Platon

Primele referințe cunoscute la Atlantida se află în dialogurile lui Platon Timaios și Critias, scrise în 360 î.Hr. Un participant la dialog, Critias, discipol al lui Socrate, este cel care povestește legenda Atlantidei. Din motive necunoscute, Critias a rămas neterminat, și s-a speculat că ar fi primele două dintr-o trilogie, care ar mai conține și un al treilea, Hermocrate.
În Timaios, Critias, relatează ceea ce un preot egiptean i-ar fi spus lui Solon într-o călătorie a acestuia în Egipt. După spusele sale, egiptenii au cunoștințe istorice ce se întind cu mult înapoi în timp, ei știind fapte din istoria Atenei necunoscute însăși atenienilor. Mai departe, el afirmă că Atena a reușit să învingă o armată invadatoare numeroasă, venită de pe o insulă aflată în Oceanul Atlantic, ce era "mai mare decât Asia și Libia la un loc". La scurt timp după victorie, în urma unor catastrofe naturale, întraga armată ateniană a fost distrusă, iar insula Atlantida s-a scufundat în ocean.
În Critias, dialog rămas neterminat, sunt prezentate în detaliu istoria, geografia și cultura Atlantidei, în paralel cu istoria, organizarea socială și cultura vechilor atenieni. După Critias, în vechime zeii și-au împărțit între ei pământul, Atlantida fiind atribuită lui Poseidon. Poseidon s-a îndrăgostit de o muritoare numită Clito de pe această insulă, cu care a avut 10 copii. Cel mai mare, Atlas, a dat numele regiunii, și a devenit primul rege al ei. În continuare, Critias descrie geografia insulei în detaliu, amintind de bogățiile naturale, de climatul blând, și de construcțiile monumentale ale atlanților. Dă apoi detalii despre organizarea socială a atlanților, și despre obiceiurile lor. Amintește apoi de prezența naturii divine în atlanți, care i-a făcut să respecte normele etice și să ducă o viață dreaptă. Totuși, susține că această natură divină s-a tot redus, ca urmare a amestecului cu muritorii de rând, și atlanții au devenit mândri și au început să încalce legile. Zeus, văzând acestea, i-a adunat pe zei în jurul său pentru a le vorbi. În acest punct, dialogul Critias ia sfârșit, și nu se știe ce urmează.

## Abordări ale problemei Atlantidei în istorie

### În antichitate

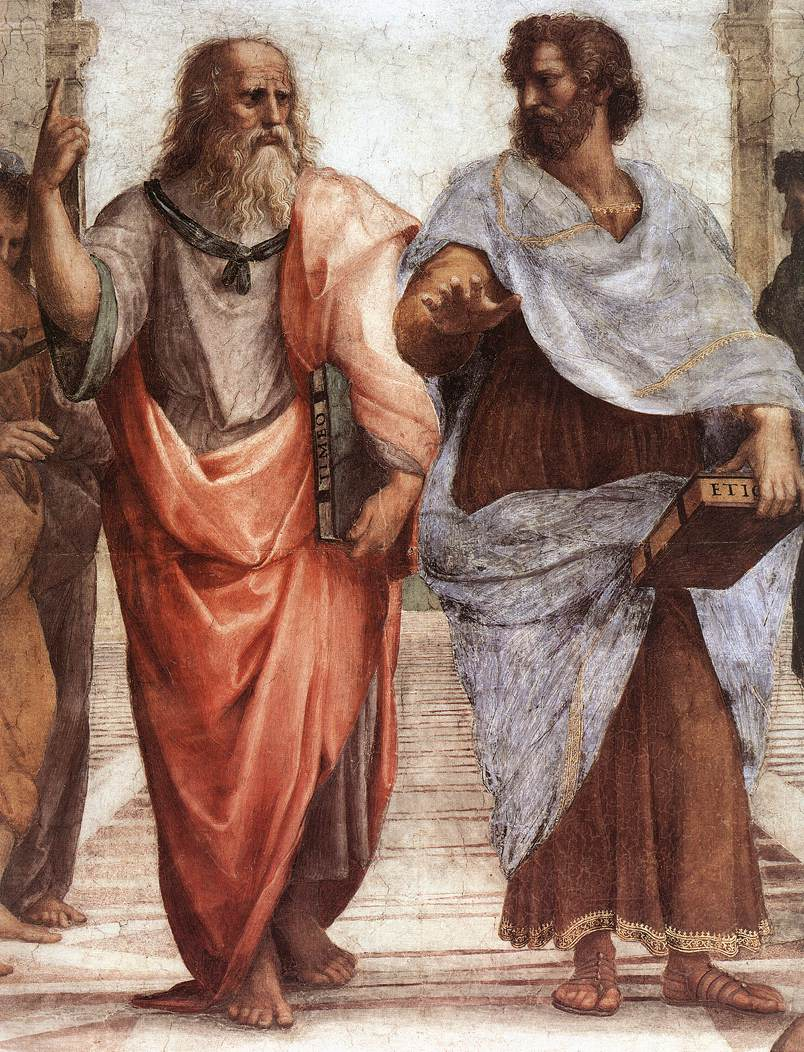
Platon (stânga) cu Aristotel
(detaliu din tabloul Școala ateniană de Rafael, Vatican, 1509)

În afară de cele două dialoguri ale lui Platon, nu mai există alte surse primare antice despre Atlantida, lucru care înseamnă că fiecare menționare a ei are la bază textele lui Platon.
Atlantida a fost considerată ficțională de mulți filozofi antici, cum ar fi Aristotel (după Strabon). Alții au considerat-o o relatare bazată pe un fapt real. Filozoful Crantor, un discipol al  lui Xenocrate, care era la rândul lui discipol al lui Platon, a încercat să demonstreze existența Atlantidei. Comentariul său asupra lui Timaios s-a pierdut, dar un alt istoric, Proclus, relatează călătoria acestuia în Egipt, la trei sute de ani după Solon. La templul lui Neit din Sais el ar fi găsit coloane acoperite de hieroglife, în care istoria Atlantidei apărea așa cum o relatase Platon.
Tot Proclus citează un text din Etiopica scrisă de Marcellus, care ar fi menționat că în trecut existau în Oceanul Atlantic șapte insule consacrate zeiței Persefona și alte trei insule uriașe, consacrate lui Hades, Amon și respectiv Poseidon. Insula Atlantida, consacrată lui Poseidon, era cea mai mare, și deținea supremația peste toate celelalte.. Marcellus nu a fost identificat până în prezent.
Relatarea lui Platon a fost sursă și pentru imitații parodice: istoricul Teopompus din Chios descrie un ținut în ocean numit Meropis. Această descriere, inclusă în Cartea a opta din Philippica, conține un dialog între regele Midas al Frigiei și Silene, în care acesta din urmă prezintă locuitorii insulei ca având talia dublă față de cea a oamenilor obișnuiți și care trăiesc de două ori mai mult. Ei locuiau în cetăți uriașe, și ar fi trimis a armată de zece milioane de luptători pentru a cuceri Hiperboreea, însă când au aflat că aceștia, inferiori în ochii lor, erau cei mai norocoși oameni de pe pământ, au renunțat la planurile lor.. Heinz-Günther Nesselrath a afirmat că acestea și alte detalii ale poveștii lui Silene reprezintă o exagerare a relatării Atlantidei, pentru a ridiculiza ideile lui Platon.
Zoticus, un filozon neoplatonist din secolul al III-lea d.Hr. a scris un poem epic pe baza relatării lui Platon.
În lucrarea sa Varia Historia, Aelian spune despre o convorbire între regele frigienilor și Silenus, în cadrul căreia cel de-al doilea se referea la existența unui mare continent, dincolo de Atlantic, mai mare decât Asia, Europa și Libia la un loc.
Diodorus Siculus povestește că fenicienii au descoperit „o insulă mare în Oceanul Atlantic, dincolo de stâlpii lui Hercule, la câteva zile de navigat de pe coasta Africii”.
Istoricul Ammianus Marcellinus, în secolul al IV-lea d.Hr., a scris, bazându-se pe o operă pierdută a lui Timagenes, un istoric din secolul I î.Hr., că druizii din Galia susțin că unii locuitori ar fi migrat din ținuturi îndepărtate. Această relatare a fost interpretată ca descrierea sosirii unor refugiați în urma scufundării Atlantidei; afirmația lui Ammianus “ Drasidae (druizii) spun că o parte a populației este indigenă (băștinașă), dar alții au migrat din insulele și ținuturile de dincolo de Rin" (Res Gestae 15.9), a fost interpetată de alții ca indicând sosirea acestor imigranți din nord și est, nu din Oceanul Atlantic, aflat la vest.

### În Evul Mediu

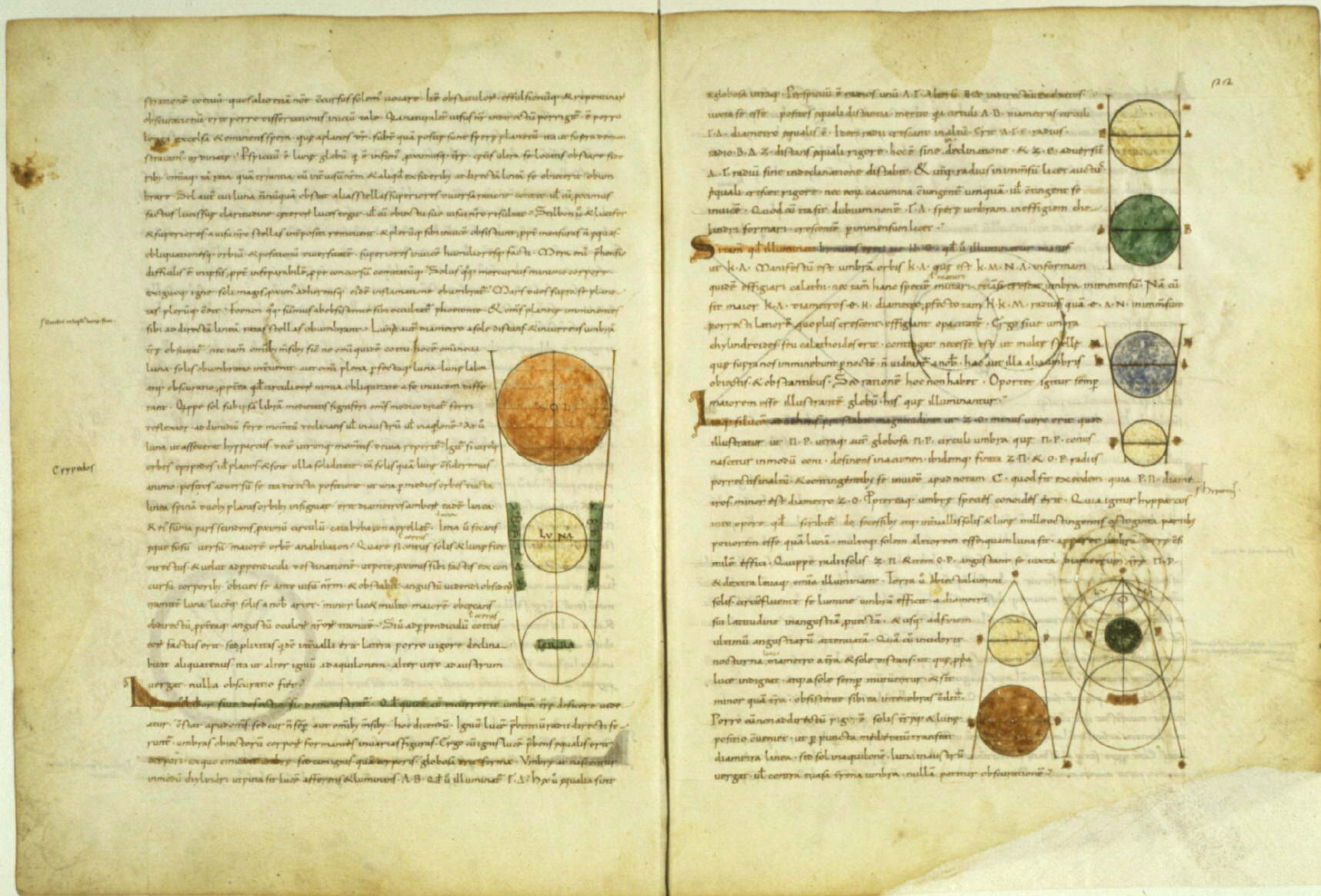
Filă dintr-un manuscris medieval care reprezintă o traducere a dialogului Timaios de Platon.

În Evul Mediu, relatările despre Atlantida lipsesc aproape complet, o excepție fiind geograful Kosmas Indicopleustos din Alexandria, care credea că Atlantida este țara celor zece dinastii care ar fi guvernat pământul înaintea potopului lui Noe. Neabordarea problemei Atlantidei în evul mediu a fost explicată ca datorându-se influenței lui Aristotel asupra învățaților perioadei, și mai ales influenței bisericii catolice, care vedea Atlantida ca pe o erezie, pe motiv că în Biblie nu apărea nimic legat de ea.

### În perioada Renașterii
În 1582, Loys le Roy scrie în prefața unei traduceri a dialogului Timaios că pune relatarea lui Platon pe seama dorinței acestuia de a arăta vechimea lumii și de a-și glorifica patria.
Romanul din 1627 al lui Francis Bacon, Noua Atlantidă descrie o societate utopică pe coasta de vest a Americii. Un personaj al romanului face o descriere a Atlantidei care seamănă cu cea a lui Platon, și o așază în America (nu e clar dacă se referă la America de Nord sau de Sud).
În 1675, suedezul Olaf Rudbeck a pretins că Suedia este veritabila Atlantidă, Upsala fiind capitala ei.
The Chronology of the Ancient Kingdoms Amended a lui Isaac Newton din 1728 studiază mai multe legături mitologice cu Atlantida.

### În epoca modernă

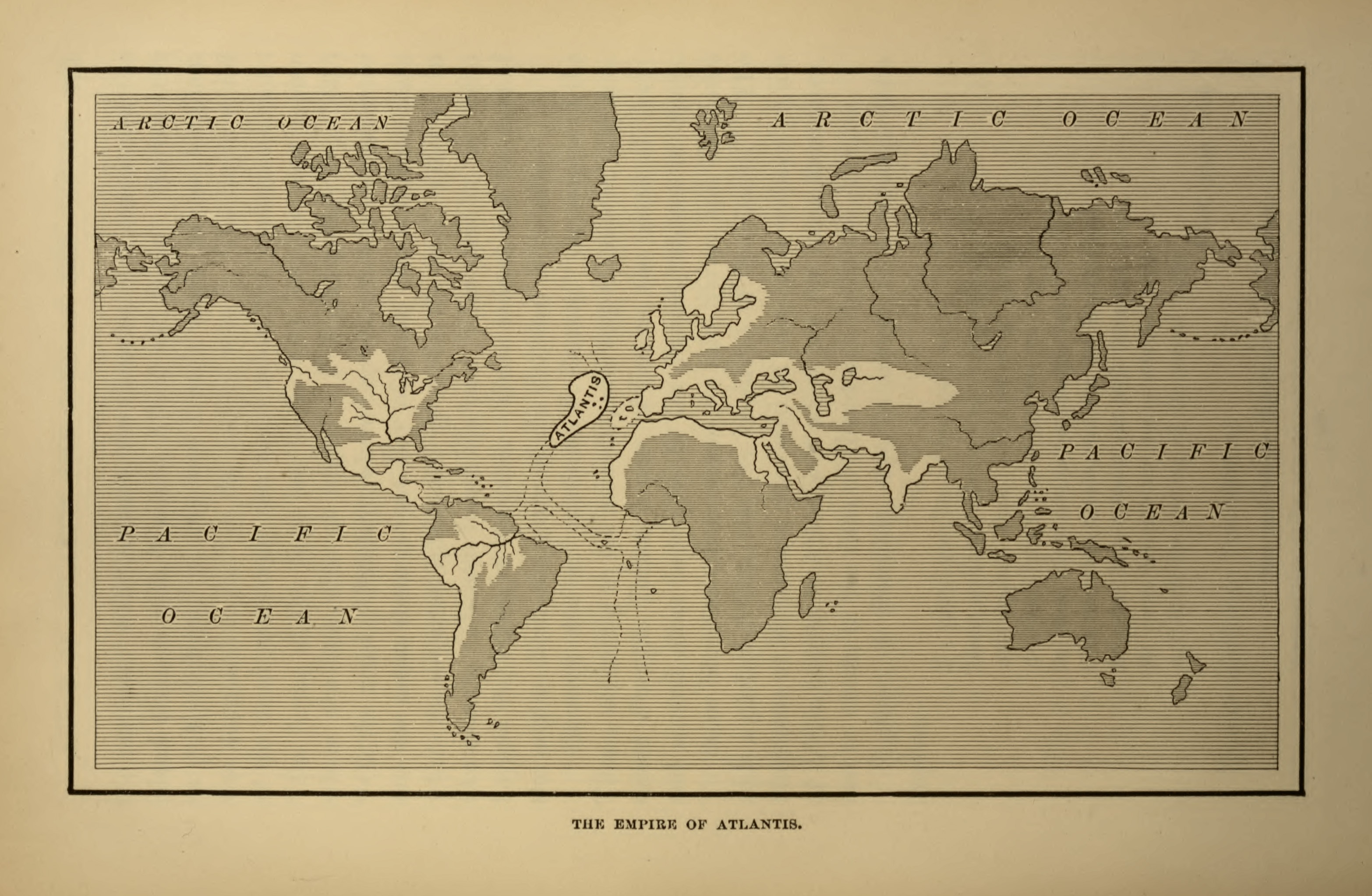
Hartă care arată presupusul Imperiu Atlant. Din Atlantida: Lumea antediluviană de Ignatius L. Donnelly, 1882.

În epoca modernă, teoriile despre Atlantida s-au înmulțit. În ultima jumătate a secolului al XIX-lea, s-a propus existența unei relații între civilizațiile aztecă și maiașă și Atlantida.

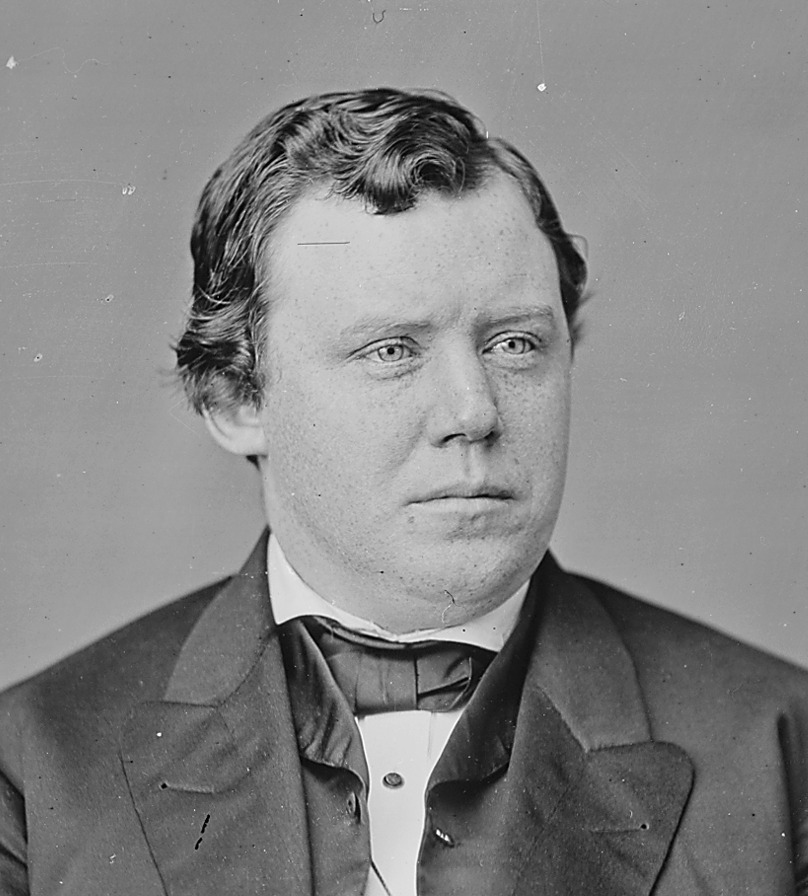
Ignatius L. Donnelly, membru al Congresului Statelor Unite ale Americii, autorul unei cărți despre Atlantida.

În 1882 a apărut Atlantis: the Antediluvian World (Atlantida: Lumea de dinaintea potopului) de Ignatius L. Donnelly, care a stârnit interes în problema Atlantidei. Donnelly a încercat să demonstreze că toate marile civilizații din antichitate aveau la origine civilizația neolitică a Atlantidei.
Evoluția științei, în special ideea de deriva continentelor, a redus puternic probabilitatea existenței în trecut a unui continent în Atlantic. Au apărut alte ipoteze, în care Atlantida era localizată în America, Caraibe, Europa de Nord, Africa sau chiar Asia.
La mijlocul anilor '50 Charles Hapgood susține pentru prima oară "teoria deplasamentului scoarței terestre", prefațată și sprijinită teoretic de însăși Albert Einstein la acea vreme, care demonstrează că la fiecare cca 13000 de ani greutatea calotelor polare distribuite neuniform fața de axa de rotație a Pământului face ca întreaga litosferă (asezată pe miezul lichid) să se repoziționeze în funcție de noul centru de greutate, ultima asemenea repoziționare petrecându-se cu 13000 de ani în urmă. Aceast ultim "deplasament" ar fi scos Atlantida din zona temperată, aruncând-o în întregime în interiorul arcului polar sudic. Aceasta teorie este sprijinită de mai multe argumente, doar unul dintre acestea fiind descrierea lui Platon despre Atlantida ca fiind o insula de dimensiuni uriașe, situata în mijlocul oceanului planetar (pe vremea lui Platon numit Atlantic), condiție căreia i se supune doar continentul Antarctic, care - din perspectiva "lumea privita de la polul sud" - e intr-adevar înconjurat de un singur ocean, deși din perspectiva tradițională par a fi mai multe.

### Verdictul științei
Profesorul universitar de istorie Fritze a explicat că relatările ocultiștilor (în special teosofi și antroposofi) despre Atlantida sunt pseudoistorie. Susținerea că un continent pierdut cunoscut drept Lemuria a existat în Oceanul Pacific a fost de asemenea categorisită drept pseudoistorie.:11
Reputația lui Donnelly este de țăcănit.

## Relatări similare

### În Egiptul antic
În Cartea morților din Egiptul Antic se spune că sufletele celor morți se duc departe înspre apus, până în țara Amenti sau Aaru.

### În antichitatea greco-romană
Insule îndepărtate situate în Oceanul Atlantic apar și la alți autori antici, sub alte nume, fiind considerate de unii autori ca fiind unele și aceleași cu insula (insulele) Atlantidei. Pausanias vorbește despre un arhipelag aflat în Oceanul Atlantic, pe care îl numește Satyrida. În Moralia, Plutarh menționează insula Ogigia înainte de care se mai găseau trei insule mari, și dincolo de care se găsea insula continent Saturnia. Despre Ogigia vorbește și Homer în Odiseea, epopee în care acesta descrie și insula Scheria a feacilor, care se aseamănă în unele privințe cu Atlantida. În cântecele lui Orfeu apare menționată insula Lictonia, distrusă de Poseidon cu o lovitură de trident. Diodor din Sicilia descrie și el o insulă mare dincolo de Coloanele lui Heracles.

### În lumea arabă
Geografii arabi vorbesc și ei despre insule situate în Oceanul Atlantic, care prezentau puncte comune cu legenda Atlantidei.

### În Evul Mediu european

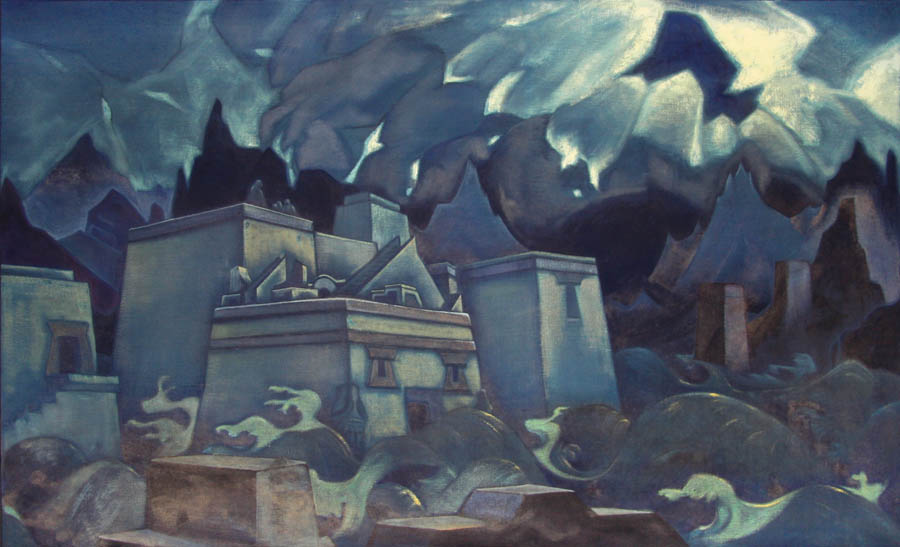
Moartea Atlantidei, după artistul plastic rus Nicholas Roerich.

În Evul Mediu au existat o serie de legende despre insule misterioase în Atlantic și tărâmuri scufundate, care, deși nu se bazau pe relatarea lui Platon, au fost considerate de unii critici ca având aceeași bază istorică.. Astfel, insula Avalon din legenda regelui Arthur, insulele mitice Antilia, a Sfântului Brandan sau Fortunate, Brazil, ori ținuturile Lyonesse, Mayda, cetatea Ys au fost elemente ale unor legende medievale ce au circulat în epoca respectivă, unele fiind considerate mult timp reale. Insula Sfântului Brandan era plasată pe unele hărți până în secolul al XVIII-lea, iar Insula Verde a bascilor s-a menținut pe hărțile maritime engleze până în 1843.

### În America
În Codexul Popul-Vuh al maiașilor se spune că strămoșii acestora ar fi venit în trecut dintr-o țară situată departe în răsărit. De asemenea, în Venezuela trăiește un trib în mijlocul pădurii ecuatoriale, într-un sat numit Atlan, care păstrează amintirea unei catastrofe ce ar fi distrus patria strămoșilor lor, care era o insulă din Oceanul Atlantic. În Codexul Tira al toltecilor se menționează mai multe triburi care au venit dinspre răsărit și s-au răspândit până la Oceanul Pacific. Patria lor era o insulă muntoasă, unul dintre munți fiind înconjurat de un zid și de un canal, amintind astfel de descrierea lui Platon.

## Localizări ipotetice ale Atlantidei
- Atlanticul de Nord

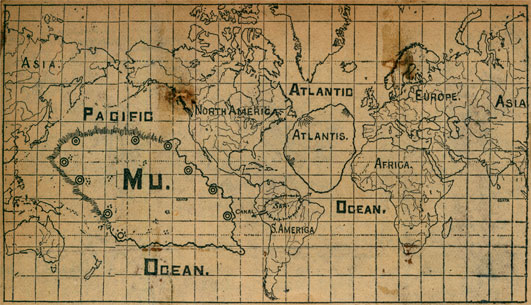
Atlantida, situată în mijlocul Oceanului Atlantic de Nord. Pe această hartă se mai poate observa continentul dispărut al Lemuriei/Mu de asemenea, înspre est.

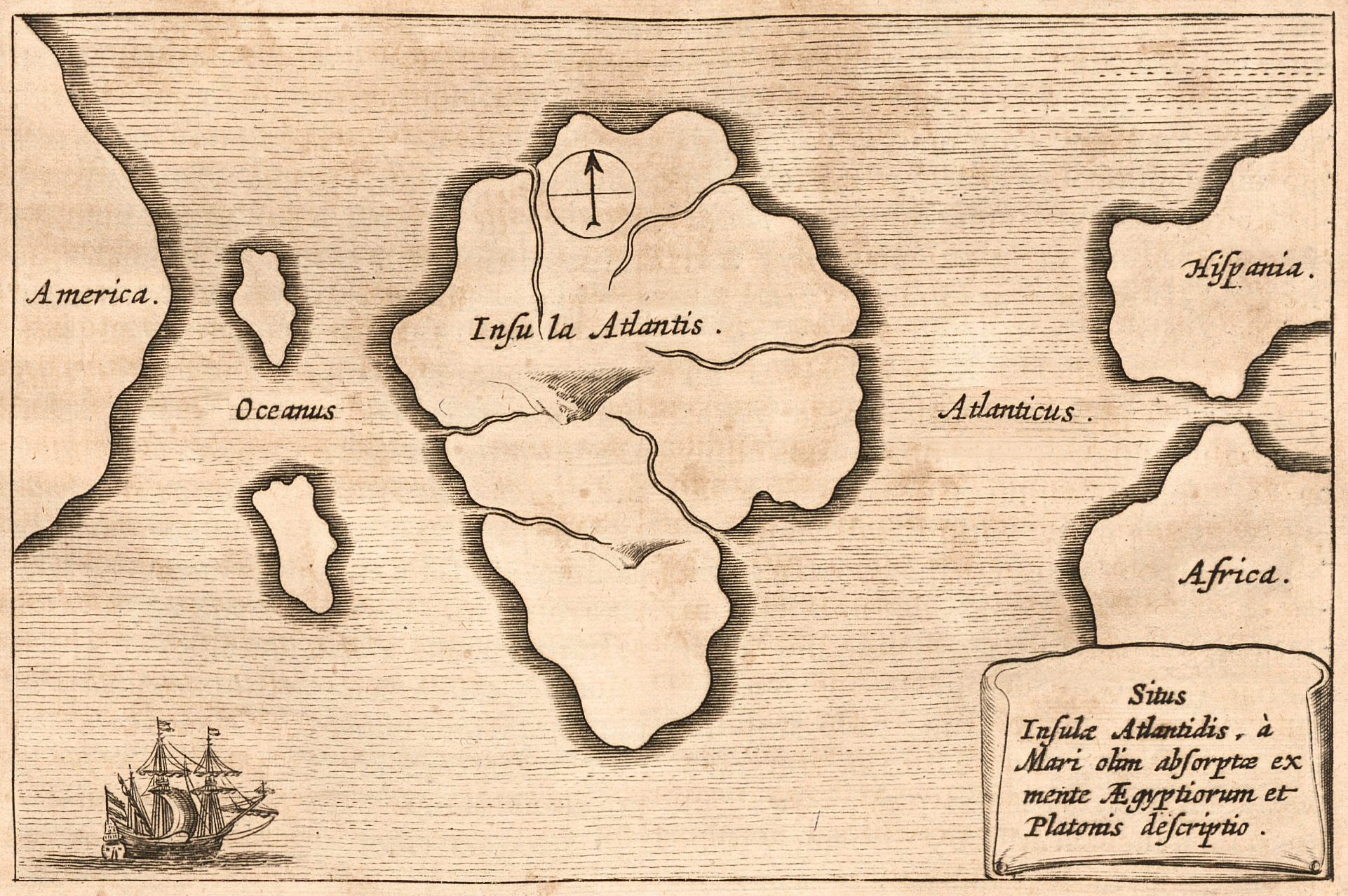
Continentul dispărut al Atlantidei, plasat în Atlanticul de Nord, între Europa și Africa pe de o parte și America de Sud pe de cealaltă parte.

- Atlanticul de Sud, așa-numita Atlo
- Antarctica (polul sud)
- Tartessos
- Capul Spartel
- Creta
- Thera (Santorini)
- Tantalis
- Marea Neagră
- Troia
- Irlanda
- Cuba

## Atlantida în cultură

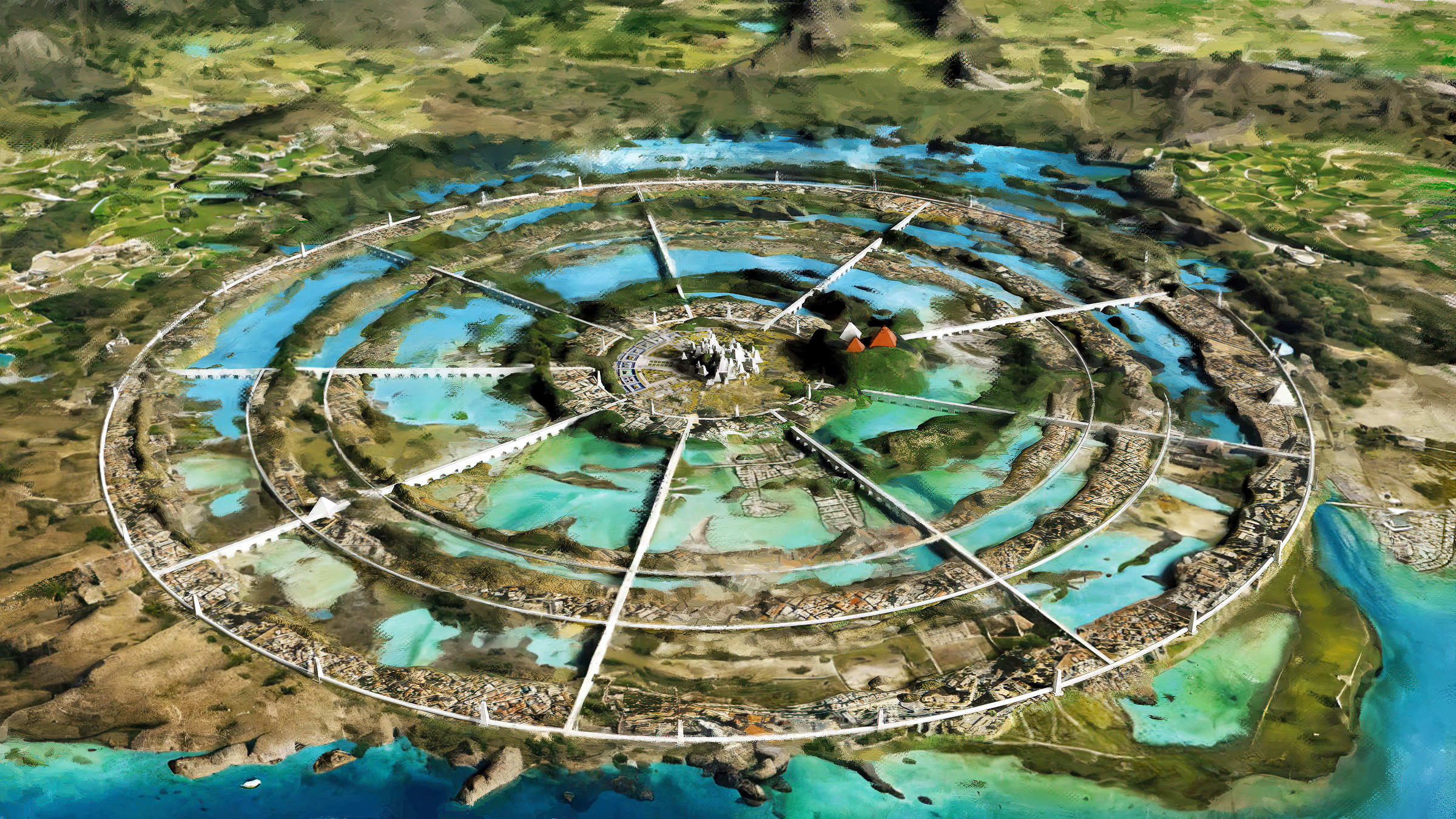
O operă vizuală fictivă reprezentând peisajul Atlantidei.

### Literatură

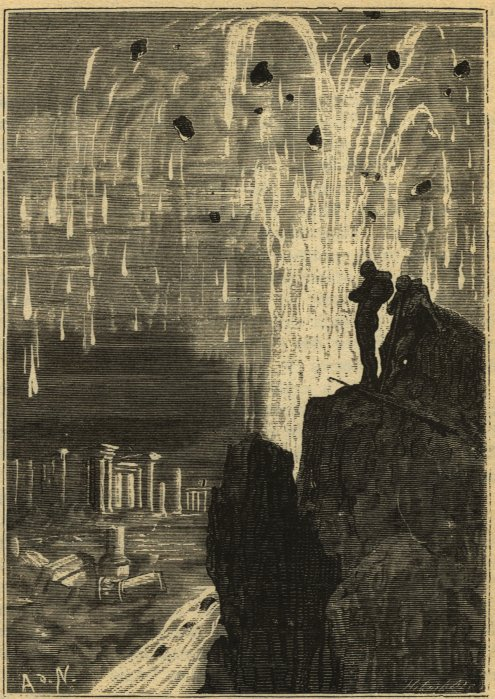
Căpitanul Nemo și profesorul Aronax printre ruinele Atlantidei - 20.000 de leghe sub mări de Jules Verne

- 20.000 de leghe sub mări de Jules Verne - în capitolul XI Căpitanul Nemo și profesorul Aronax vizitează ruinele Atlantidei
- La Atlántida (1877), poem clasic de Jacinto Verdaguer
- Atlantida de Pierre Benoît (1919) - într-o regiune neexplorată a Saharei, doi oficiali francezi descoperă un fabulos oraș guvernat de un rege atlant
- Ultimul om din Atlantida (1926), roman al scriitorului rus Aleksandr Beleaev
- Luntrea sublimă (1961), roman al scriitorului român Victor Kernbach

### Filme
- Atlantis (film din 1913), film danez
- Atlantida (film din 1921), regia Jacques Feyder
- Atlantida (film din 1932) (Die herrin von Atlantis), regia G. W. Pabst
- Atlantida (film din 1948) (Siren of Atlantis), regia Gregg C. Tallas
- Atlantida (film din 1961) (Antinea, l'amante della città sepolta), regia Giuseppe Masini și Edgar G. Ulmer
- Atlantida (film din 1992), regia Bob Swaim.
- Atlantis (film din 1992), regia Luc Besson
- Atlantis: End of a World, Birth of a Legend, documentar-dramă BBC din 2011
- Undersea Kingdom (1936), serial Republic
- Atlantis: The Lost Empire (2001)
- Aquaman (film din 2018)